# Хипертрофична кардиомиопатија
Хипертрофична кардиомиопатија или HCM је наследна болест срца. Она заправо представља обољење срчаног мишића (миокарда), које се манифестује тако што је један део миокарда неприродно дебљи од другог дела. Ова срчана мана је и један од главних узочника великог броја изненадних срчаних удара код младих и активних спортиста.